# Calospila cerealis
Calospila cerealis is een vlindersoort uit de familie van de prachtvlinders (Riodinidae), onderfamilie Riodininae.
Calospila cerealis werd in 1863 beschreven door Hewitson.